# Lycaena cuneifera
Lycaena cuneifera är en fjärilsart som beskrevs av Schultz 1905. Lycaena cuneifera ingår i släktet Lycaena och familjen juvelvingar. Inga underarter finns listade i Catalogue of Life.